# Puente Genil
Puente Genil település Spanyolországban, Córdoba tartományban. Puente Genil Aguilar de la Frontera, Badolatosa, Casariche, Estepa, Herrera és Santaella községekkel határos. Lakosainak száma 29 844 fő (2024).

## Népesség
A település népessége az elmúlt években az alábbi módon változott:
| Lakosok száma | 27 843 | 28 396 | 28 639 | 30 033 | 30 424 | 30 186 | 30 072 | 30 048 | 29 767 | 29 844 |
|               | 2001   | 2004   | 2006   | 2009   | 2011   | 2014   | 2016   | 2019   | 2021   | 2024   |